# 青江茂
青江 茂（あおえ しげる、1944年 - ）は、日本の科学技術官僚。科学技術庁研究開発局長、科学技術庁原子力局長、文部科学審議官、日本原子力研究所副理事長、文部科学省宇宙開発委員会委員長代理等を歴任した。

## 人物・経歴
岡山県出身。1968年岡山大学法文学部卒業、科学技術庁入庁。1983年科学技術庁原子力局調査国際協力課原子力調査室長。1985年科学技術庁原子力局動力炉開発課長等を経て、1997年科学技術庁研究開発局長。1998年科学技術庁原子力局長。1999年科学技術庁科学技術政策局長。2000年科学技術庁科学技術政策研究所所長。2001年文部科学審議官。2002年日本原子力研究所副理事長。退任後、文部科学省宇宙開発委員会委員長代理、文部科学省宇宙開発委員会推進部会長、文部科学省宇宙開発委員会安全部会長代理、文部科学省宇宙開発委員会調査部会長代理に就任。2019年瑞宝重光章受章。

## 経歴
- 1968年 岡山大学法文学部卒業、科学技術庁入庁
- 1983年 科学技術庁原子力局調査国際協力課原子力調査室長
- 1985年 科学技術庁原子力局動力炉開発課長
- 科学技術庁研究開発局宇宙企画課長
- 科学技術庁長官官房審議官
- 科学技術庁科学技術振興局長
- 1997年 科学技術庁研究開発局長
- 1998年 科学技術庁原子力局長
- 1999年 科学技術庁科学技術政策局長
- 2000年 科学技術庁科学技術政策研究所所長
- 2001年 文部科学審議官
- 2002年 日本原子力研究所副理事長

## 脚註
1. ↑  「クローン技術を有用性と生命倫理の観点から考える」首相官邸 時の動き●2001.4
2. 1 2  [原研] 理事長に斉藤氏、副理事長に青江氏 原子力産業新聞2002年8月29日 第2150号 ＜2面＞
3. ↑  次期科学技術基本計画の検討はじまる日本経済団体連合会
4. ↑  「 科学技術イノベーション政策の形成と共に進化する政策研究を目指して―科学技術・学術政策研究所創立30周年記念誌―」資料編1）歴代所長/総務研究官
5. ↑  宇宙開発利用 日米衛星調達合意（石井 敏弘氏、古藤 俊一氏、青江 茂委員）文部科学省
6. ↑  「経営ひと言／元文部科学審議官の青江茂さん「宇宙開発の意義」」日刊工業新聞2012/1/10 05:00
7. ↑  宇宙開発委員会 推進部会構成員文部科学省
8. ↑  「宇宙開発委員会委員長代理及び委員の担当部会について」
9. ↑  秋の叙勲、旭日大綬章を元九州電力社長の松尾氏らが受章 原子力産業協会 2019年11月5日